# Carme Giralt i Rosés
Carme Giralt i Rosés (el Masnou, 4 de setembre del 1940 - 3 de setembre de 2022) és una mestra catalana que va treballar per a la coeducació, l'escoltisme laic i la política local.
De pare pintor i mare cosidora, va estudiar a les Escolàpies del Masnou. Quan tenia 16 anys va entrar a l'agrupament escolta Foc Nou. L'any 1974 forma part de la unificació de l'escoltisme laic amb el naixement d'Escoltes Catalans, entitat que va presidir durant sis anys. L'any 1984 va esdevenir vicepresidenta de Guiatge Català i del CEGE a escala internacional. Més endavant, va crear els Amics i Antics Escoltes del Masnou. L'octubre del 1968, amb uns quants amics, va fundar al Masnou l'Escola Bergantí, un centre educatiu català, laic i basat en la coeducació. L'any 1979 va encapçalar la llista política del PSC al Masnou i fou escollida tinenta d'alcalde. Va ser la primera dona que va entrar al consistori masnoví. Es va encarregar durant quatre anys de les regidories d'Ensenyament, Cultura i Esports.
El 2019 va rebre la Creu de Sant Jordi "per la seva tasca a favor de la coeducació, així com per la seva contribució a la unificació de l'escoltisme laic amb la creació d'Escoltes Catalans i la fundació de l'Escola Bergantí, tot un referent pedagògic a Catalunya. Defensora de la igualtat d'oportunitats entre homes i dones, va ser la primera dona a entrar al consistori del Masnou, on durant quatre anys va assumir les carteres d'Ensenyament, Cultura i Esports".
L'any 2022 va ser nomenada filla predilecta del Masnou per la seva a trajectòria professional com a pedagoga i per haver estat la primera dona regidora del consistori.